# Ölj meg, ha tudsz!
Az Ölj meg, ha tudsz! (eredeti cím: The Killer's Game) 2024-ben bemutatott amerikai akció-filmvígjáték, amelyet J. J. Perry rendezett. A forgatókönyvet Rand Ravich és James Coyne írta, Jay Bonansinga 1997-es, azonos című regénye alapján. A főbb szerepekben Dave Bautista, Sofia Boutella, Terry Crews, Scott Adkins, Pom Klementieff és Ben Kingsley látható.
Amerikában 2024. szeptember 13-án mutatta be a Lions Gate Entertainment. Magyarországon 2025. január 23-án mutatta be az Amazon Prime Video. Általánosságban negatív véleményeket kapott a kritikusoktól, és bevételi szempontból megbukott; a 30 milliós gyártási költségvetéssel szemben mindössze 5,9 millió dolláros bevételt termelt.

## Cselekmény
Budapest, Magyarország: Joe Flood zsoldos, aki az idős Zvi Reeves által vezetett szervezetnek dolgozik, következő megbízatása a város egyik színházában történik. Joe fő célpontjai bűnöző dílerek és különböző rossz emberek, ezért a bérgyilkos bizonyos értelemben tiszta lappal rendelkezik, hiszen soha nem ölt meg hétköznapi civileket. Miután már majdnem elvégezte feladatát, Joe elviselhetetlen fejfájást kezd érezni, és egy időre elveszíti a koncentrációját. Később azonban segít Maize Barkley balett-táncosnőnek elhagyni az épületet, amikor a lövések hangja után tömegpánik tör ki. Mindenről beszámol Zvinek, ami történt, majd elmondja, hogy orvosnál is járt, és várja a diagnózist. Zvi elmondja Floodnak, hogy végre magára kellene gondolnia, és nem a munkának élnie. Ezért Joe úgy dönt, elmegy vacsorázni Maize-vel. Kapcsolatuk gyorsan kialakul, de a gyilkos továbbra is hatékonyan végzi az újabb és újabb feladatokat, mindezt titokban tartva a lány előtt. Végül Joe még a nyugdíjba vonulás lehetőségét is megbeszéli Zvivel, hogy ne vonja be Maize-t a munkája részleteibe. Egy újabb orvoslátogatás után azonban minden drámaian megváltozik. Dr. Kagan közli Flooddal, hogy Creutzfeldt–Jakob-szindrómában szenved, és a betegség idővel csak rosszabbodni fog, ami három hónapon belül a halálához vezet.
Az összes lehetőség mérlegelése után Joe arra a következtetésre jut, jobb meghalni, mint fokozatosan tehetetlen lénnyé válni. Felajánlja Zvinek, hogy rendeljen magának, de Zvi ezt visszautasítja. Így hát Flood Antoinette-hez fordul, akinek az apját egykor ő likvidálta. Ő is a bérgyilkosok piacán dolgozik, és beleegyezik Joe feltételeibe. Antoinette a koreai Goyang bandát és a magyar Langos fivéreket bízza meg a munkával. Floodnak mindössze egy napja van arra, hogy minden ügyét elintézze. Úgy dönt, elhagyja Maize-t, és megegyezik Zvivel, hogy a halála után a lánynak adja az összes pénzét.
Néhány perccel azelőtt, hogy Antoinette megbízottjai megkezdenék munkájukat, Flood üzenetet kap orvosától, aki bocsánatot kér, és tájékoztatja, hogy szomorú tévedés történt. Joe egészsége nincs veszélyben. Ennek az információnak a hallatán Flood azonnal megpróbálja lemondani a megbízást a maga részére. Antoinette azonban elvből visszautasítja, mert apja halálára emlékezteti, és bosszút akar állni, emellett felveszi a kapcsolatot Európa összes elérhető bérgyilkosával, miközben a kezdeti kétmillió dollárról négymillióra duplázza a megbízást. Lovedahl Gasevich, aki visszautasította az eredeti szerződést, csatlakozik a vadászathoz, valamint a skót testvérek, Angus és Rory Mackenzie, a brit sztriptíztáncosnők, Ginni és Tonya, azaz a Party Girls, és egy Botas nevű táncos bérgyilkos. Joe felveszi mindegyikkel a harcot, hogy megvédje magát.

## Szereplők
| Szerep                | Színész                 | Magyar hang         |
| --------------------- | ----------------------- | ------------------- |
| Joe Flood             | Dave Bautista           | Schneider Zoltán    |
| Maize Barkley         | Sofia Boutella          | Bogdányi Titanilla  |
| Lovedahl Gasevich     | Terry Crews             | Maday Gábor         |
| Angus Mackenzie       | Scott Adkins            | Barabás Kiss Zoltán |
| Botas Gasevich        | Marko Zaror             | spanyol nyelven     |
| Marianna Antoinette   | Pom Klementieff         | Ligeti Kovács Judit |
| Zvi Reeves            | Ben Kingsley            | Harsányi Gábor      |
| Sharon Rantick        | Alex Kingston           | Farkasinszky Edit   |
| Rory Mackenzie        | Drew Galloway           | Törköly Levente     |
| Max                   | Daniel Bernhardt        | Király Attila       |
| Goyang                | Lee Hoon                |                     |
| O'Brien atya          | Dylan Moran             | Fillár István       |
| Petrov testőre        | Orsányi Iván            | –                   |
| Operaház biztonságiőr | Fodor József            | –                   |
| maffiafőnök           | Pardanyi Domonkos       | –                   |
| könyvtári dolgozó     | Hagyó Tamás             | –                   |
| James Bond            | Tóth Gyula              | –                   |
| Csaba és Zoli Langos  | Szentváry-Lukács Miklós | –                   |
| szülinapi felszolgáló | Csúcs Olívia            | –                   |

### Magyar változat
- Magyar szöveg: Kwaysser Erika
- Hangmérnök: Takács György
- Felvevő hangmérnök: Gombár Bendegúz
- Gyártásvezető: Farkas Márta
- Szinkronrendező: Kertész Andrea
- Produkciós vezető: Kapás Péter

A szinkront a Direct Dub Studios készítette el.

## A film készítése
Az eredetileg Godforsaken címet viselő filmet Rand Ravich a kilencvenes évek közepén írta Jay Bonansinga regényének adaptációjaként, The Killer's Game címmel, majd 1995 decemberében eladta tervezetét a New Line Cinemának. A filmet az Intermedia készítette volna, a rendezést pedig Rupert Wainwright vállalta. Wesley Snipes-t 2002 júliusában már felkérték a főszerepre. A forgatás várhatóan még az ősszel kezdetét vette volna. Egy hónappal később megkezdődtek a tárgyalások Mike van Diemmel a rendezésről. A New Line számos rendezőnek, köztük John Woo-nak, Wolfgang Petersennek, Alex Proyasnak és Renny Harlinnak is felajánlotta a filmet, de egyiket sem sikerült megnyerniük.
2004 augusztusában a jogok a Paramount Pictureshez kerültek; az Intermedia és Andrew Lazar lett a producer, míg Simon Kinberg az átdolgozással foglalkozott. Egy időben Michael Keaton volt a főszereplő, míg a rendezői posztra Simon Crane és Pitof került szóba. A gyártás 2006-ban megállt, amikor az Intermedia megszűnt.
2015 decemberére a Broad Green Pictures tárgyalásokat folytatott a jogok megszerzéséről. 2018 februárjában az STXfilms vette át a filmet, és szerződtette D.J. Carusót a rendezői és Jason Stathamet a főszereplői posztra. 2019 áprilisára Statham kiszállt, és helyére Dave Bautista került. Ice Cube 2019 júniusában csatlakozott a szereplőgárdához. Szeptemberben Morena Baccarin és Kris Wu is csatlakozott a stábhoz. Caruso és Peter Landesman átírta a forgatókönyvet a 2019. december 2-ára tervezett forgatási kezdés előtt, a Dominikai Köztársaságban.
A gyártás csendesen újra leállt 2023 májusáig, amikor a forgalmazási jogok a Lionsgate-hez kerültek, a rendező J.J. Perry lett, a forgatókönyv újraírására pedig James Coyne-t szerződtették. Bautista és Ice Cube maradtak a szereplőgárdában, Sofia Boutella és Ben Kingsley csatlakozott a filmhez. Júliusban többek között Pom Klementieff, Scott Adkins, Drew McIntyre és Marko Zaror csatlakozott a szereplők köreihez. 2024 márciusában bejelentették, hogy Terry Crews fogja játszani a szerepet Ice Cube helyett.
A forgatás 2023 júliusában kezdődött Budapesten, a filmet a SAG-AFTRA 2023-as sztrájkja közepette, ideiglenes megállapodással mentesítve kezdték el forgatni.

## Bemutató
A filmet 2024. szeptember 13-án mutatták be az Egyesült Államokban és Kanadában. VOD és digitális platformokon 2024. október 4-én jelent meg.